# (26117) 1991 RX21
(26117) 1991 RX21 là một tiểu hành tinh nằm ở rìa ngoài của vành đai chính. Nó được phát hiện bởi Henry E. Holt ở Đài thiên văn Palomar ở Quận San Diego, California, ngày 11 tháng 9 năm 1991.